# Roberto Eduardo Viola
Roberto Eduardo Viola Prevedini (Buenos Aires, 13 ottobre 1924 – Buenos Aires, 30 settembre 1994) è stato un generale e politico argentino, 43º presidente del suo Paese dal 29 marzo al 18 dicembre 1981, durante il regime militare conosciuto come Processo di riorganizzazione nazionale. Dopo la restaurazione dell'ordine costituzionale, fu uno degli imputati per violazione dei diritti umani nel processo alla Giunta Militare Argentina del 1983, e venne condannato a diciassette anni di prigione.

## Biografia
Nacque a Buenos Aires figlio di Angelo Viola e Rosa Maria Prevedini, ambedue italiani, più precisamente di Casatisma in provincia di Pavia. Poco si sa della sua vita fino a quando divenne presidente. Fu a capo del colpo di Stato che il 29 marzo 1981 depose Jorge Rafael Videla, nominandosi successivamente presidente a vita.
Pur allontanando immediatamente i principali collaboratori di Videla, ne proseguì il regime terroristico, torturando e uccidendo gli oppositori politici. Il 18 dicembre fu deposto da Leopoldo Galtieri.
Nel 1983 fu processato per i crimini commessi durante il suo governo. Nel 1985 fu condannato a diciassette anni di carcere. Venne però liberato nel 1990 grazie all'indulto concesso dal presidente Carlos Menem. 
Morì il 30 settembre 1994, all'età di 69 anni.